# Villafrechós (kommunhuvudort)
Villafrechós är en kommunhuvudort i Spanien.   Den ligger i provinsen Provincia de Valladolid och regionen Kastilien och Leon, i den centrala delen av landet, 210 km nordväst om huvudstaden Madrid. Villafrechós ligger 746 meter över havet och antalet invånare är 520.
Terrängen runt Villafrechós är platt. Runt Villafrechós är det glesbefolkat, med 13 invånare per kvadratkilometer. Närmaste större samhälle är Medina de Ríoseco, 14,5 km öster om Villafrechós. Trakten runt Villafrechós består till största delen av jordbruksmark.